# デイヴィッド・リンジー (初代モントローズ公)
初代モントローズ公爵、第5代クロフォード伯爵デイヴィッド・リンジー（英語: David Lindsay, 1st Duke of Montrose and 5th Earl of Crawford、1440年 - 1495年12月25日）は、スコットランドの貴族、政治家。
スコットランド王ジェームズ3世のもとで栄進した。

## 経歴
1440年に第4代クロフォード伯爵アレグザンダー・リンジーとその妻マーガレット(旧姓ダンバー)の間の長男として生まれる。
1453年9月の父の死により第5代クロフォード伯爵位を継承した。未成年の頃には叔父ウォルター・リンジーの後見を受けた。
1466年にはフォーファーシャーのシェリフに就任。1469年のボイド家の裁判の際にはその陪審員を務め、彼らの失脚後に権力を高めた。1473年から1476年にかけてバーウィックシャーのキーパー(Keeper)を務めた。ついでマクドナルド氏族の反乱の最中の1476年5月にスコットランド海軍司令長官に就任した。1480年にはスコットランド王室家政長官に就任した。
1482年の国王ジェームズ3世の寵臣トマス・コクラン殺害に関与した貴族の一人だったが、それ以上国王に対する反対行動はとらず、王党派として行動した。
1483年にはスコットランド宮内長官に就任。1487年から1488年にかけてアンガスの反乱と不平貴族の陰謀に対する備えとして共同北部高等司法官（Joint High Justiciary of the North）に任じられる。1488年5月18日にはスコットランド王室以外の人間として初めてモントローズ公爵に叙せられた。
1488年6月11日のソーキバーンの戦いで国王軍側で戦ったものの、国王軍は敗れてジェームズ3世は敗死。モントローズ公も重傷を負って捕虜になった。身代金を支払って自由になったが、すべての役職を追われた。
直後の1488年10月17日のスコットランド議会で取り消し法(Rescissory Act)が可決され、モントローズ公爵位を剥奪された。しかし1489年9月19日には一代限りとの条件で再びモントローズ公爵位に叙された。
1489年から1490年にかけては枢密顧問官を務めた
1495年12月25日に死去した。モントローズ公爵位は廃絶し、クロフォード伯爵位は次男のジョン・リンジーが継承した（長男は先立って死去）。

## 家族
1459年に初代ハミルトン卿ジェイムズ・ハミルトンの娘エリザベスと結婚。彼女との間に以下の4子を儲ける。
- 長男アレクザンダー・リンジー (生年不詳-1489) ： マスター・オブ・クロフォードの儀礼称号を使用
- 次男ジョン・リンジー (生年不詳-1513) ： 第6代クロフォード伯爵位を継承
- 長女エリザベス・リンジー (生没年不詳) ：　デイヴィッド・ライアンと結婚
- 次女マーガレット・リンジー (1494年以前-没年不詳) : ジョン・ブレアと結婚

## 爵位
1453年9月の父アレグザンダー・リンジーの死により以下の爵位を継承した。
- 第5代クロフォード伯爵 (5th Earl of Crawford)
(1398年4月21日の勅許状によるスコットランド貴族爵位)

1488年5月18日に以下の爵位を新規に叙される。
- 初代モントローズ公爵 (1st Duke of Montrose)
(勅許状によるスコットランド貴族爵位)

1488年10月17日のスコットランド議会による取り消し法でモントローズ公爵位剥奪。
1489年9月19日に以下の爵位を新規に叙される。
- 初代モントローズ公爵 (1st Duke of Montrose)
(勅許状によるスコットランド貴族爵位。一代限り)

取り消し法は1504年3月に廃止されたので1488年創設のモントローズ公爵位も有効とする説があるが、第7代バルカレス伯爵ジェイムズ・リンジーが1848年の貴族院の決定で24代クロフォード伯爵を継承したとき、一緒に請求していたモントローズ公爵位の継承を認められなかった。